# The Nomad Soul
The Nomad Soul (у Північній Америці відома як Omikron: The Nomad Soul) — пригодницька 3D відеогра для Microsoft Windows та Dreamcast, розроблена французькою компанією Quantic Dream та видана у 1999 році Eidos Interactive. Реліз відбувся 31 жовтня 1999 року для Windows та 21 червня 2000 року на Dreamcast. Версії для PlayStation та PlayStation 2 деякий час перебували у розробці, але після комерційної невдачі версії для Dreamcast вони обидві були скасовані.